# Vanadinite
La vanadinite est une espèce minérale composée de chlorovanadate de plomb de formule Pb5(VO4)3Cl, avec des traces de phosphate, d'arséniate et de calcium. Les cristaux peuvent atteindre 14 cm.

## Historique de la description et appellations

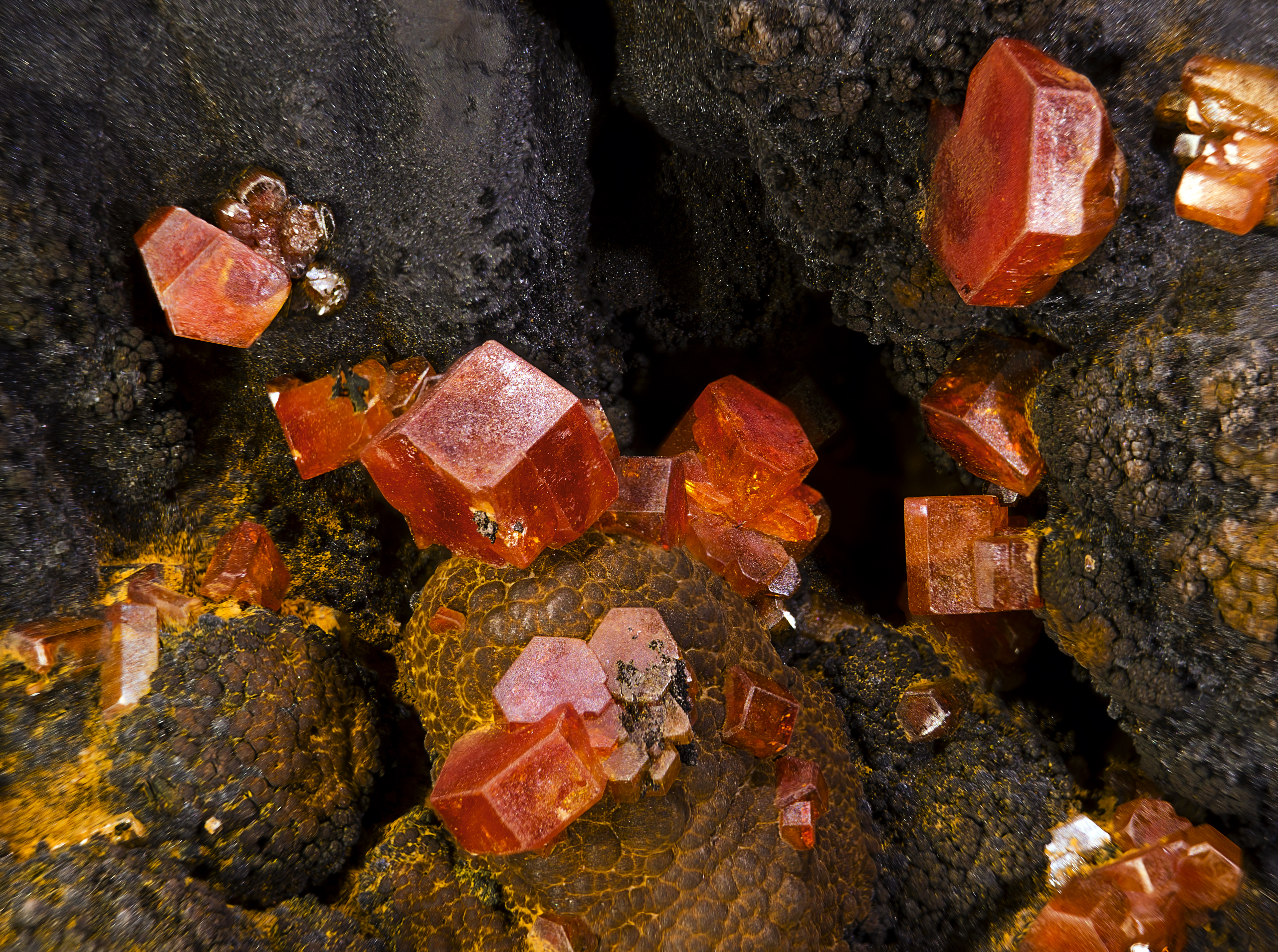
Vanadinite sur pyrolusite, Taouz, Maroc

### Inventeur et étymologie
La vanadinite fut découverte par Andrés Manuel del Río, un minéralogiste espagnol professeur à l'École des Mines du Mexique. Une analyse faite en 1801 isola 14,8 % d'un oxyde d'un nouveau métal, qui fut alors baptisé érythronium. Le minéral nouveau a pris le nom de « plomb brun ». La première description est due au minéralogiste français Alexandre Brongniart en 1807, mais ce dernier pensait avoir affaire à du chrome à la place du vanadium. Peu de temps après que Sefström ait découvert le vanadium (en 1830 dans le gisement de fer de Taberg, Suède), Wöhler montra que le minéral trouvé par del Rio était un vanadate. La description du minéral fut reprise par le minéralogiste allemand Rose en 1833 mais c'est la description du minéralogiste allemand Franz Ritter von Kobell en 1838 qui fait référence ; le nom découle de la composition chimique où domine le vanadium.

### Topotype
Le topotype est à Zimapán, Mun. de Zimapán, État de Hidalgo, Mexique.

### Synonymes
- Chromate de plomb brun (Brongniart, 1807)
- Johnstonite (Chapman)
- Plomb brun

## Caractéristiques physico-chimiques

### Critères de détermination
La couleur de la vanadinite peut varier du jaune au brun, en passant par l'orange et le rouge. Il existe aussi des spécimens blancs ou incolores. La vanadinite peut être translucide ou opaque ; son éclat est subadamantin, subrésineux et gras. Son trait peut être blanc, jaune ou brunâtre. Sa cassure est irrégulière et conchoïdale. La vanadinite est soluble dans les acides chlorhydrique et nitrique.

### Variétés et mélanges
- Cuprovanadite (Adam, 1869). Variété de vanadinite riche en cuivre de formule (Cu,Pb)5(VO4)3Cl.
- Endlichite (Vom Rath, 1885)[8]. Initialement décrite comme une espèce, nommée en hommage à Frederick Miller Endlich, elle est regardée aujourd'hui comme une variété de vanadinite riche en arsenic de formule Pb5[(As,V)O4]3Cl. Le gisement topotype est Hillsboro, District d'Hillsboro, Comté de Sierra, Nouveau-Mexique, États-Unis.

### Cristallochimie
La vanadinite appartient au super-groupe de l'apatite et plus précisément au sous-groupe de la pyromorphite :
| Minéral      | Formule      | Groupe ponctuel | Groupe d'espace |
| ------------ | ------------ | --------------- | --------------- |
| Mimétite     | Pb5(AsO4)3Cl | 6/m             | P63/m           |
| Pyromorphite | Pb5(PO4)3Cl  | 6/m             | P63/m           |
| Vanadinite   | Pb5(VO4)3Cl  | 6/m             | P63/m           |

La vanadinite forme une série avec la mimétite et, de façon moins complète, avec la pyromorphite.

### Cristallographie

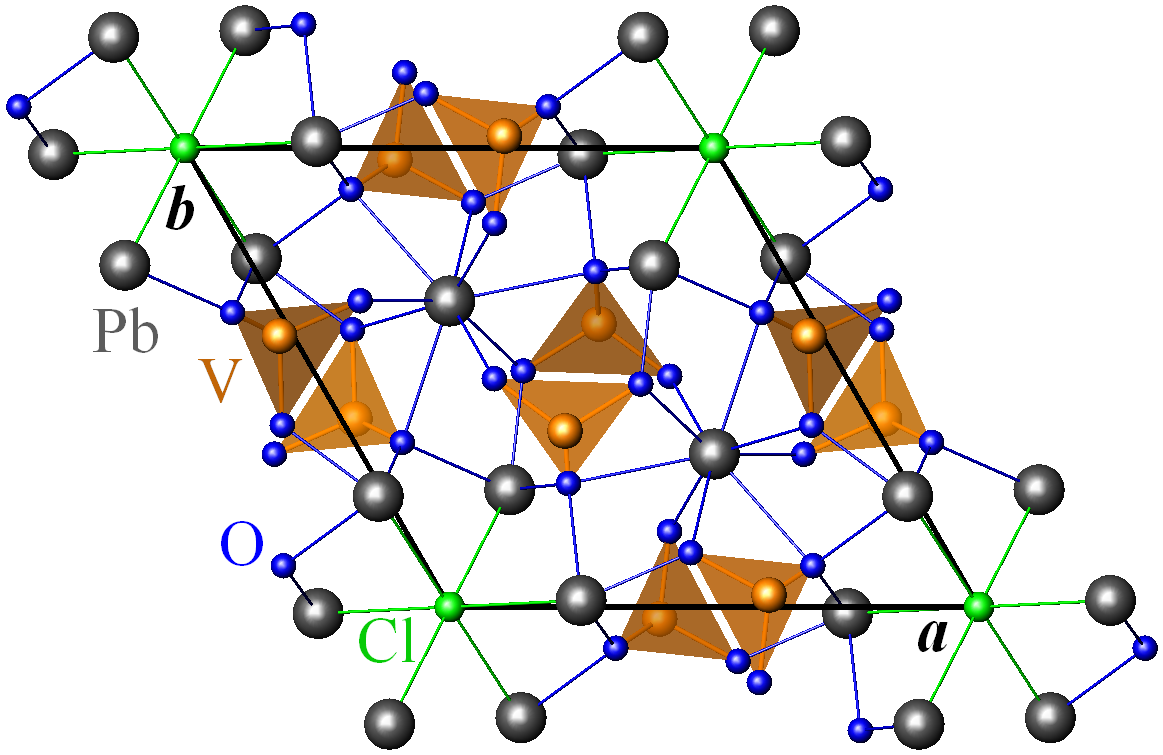
Structure de la vanadinite, projetée le long de la direction c. Gris : plomb, vert : chlore, bleu : oxygène, orange : tétraèdres VO_{4}.

La vanadinite cristallise dans le système cristallin hexagonal, avec le groupe d'espace P63/m (Z = 2 unités formulaires par maille) et les paramètres de maille à température ambiante {\displaystyle a} = 10,299 Å et {\displaystyle c} = 7,308 Å (volume de la maille V = 671,3 Å3). Sa masse volumique calculée est 7,01 g/cm3.
Les cations V5+ sont en coordination tétraédrique d'oxygène. Les cations Pb2+ sont distribués sur deux sites non-équivalents : Pb1 est entouré de 9 anions O2−, Pb2 a une coordination (6+2) d'O2− et de Cl−. Les anions Cl− sont en coordination octaédrique de plomb. Les longueurs de liaison moyennes sont V-O = 1,711 Å, Pb1-O = 2,719 Å, Pb2-O = 2,664 Å et Pb2-Cl = 3,145 Å.

## Gîtes et gisements

### Gîtologie et minéraux associés
Ce minéral d'oxydation se rencontre principalement dans le chapeau de fer des gisements plombifères, le vanadium provenant soit de l'oxydation de sulfures vanadifères, soit de l'encaissant par lessivage de silicates.
Ses minéraux associés sont l'anglésite, la barite, la calcite, la cérusite, la descloizite, la mimétite, la mottramite, des oxydes de fer, la pyromorphite et la wulfénite.

### Gisements producteurs de spécimens remarquables
- Algérie

Saida, wilaya d'Oran
- Congo

Brazzaville (Renéville, Djoué), département de Brazzaville
- France

Les Farges, Ussel, Corrèze, Limousin
Carrière L'Hermie, Port-d'Agrès, Decazeville, Aveyron, Midi-Pyrénées
- Gabon

Mine de Mounana, Franceville, province du Haut-Ogooué
- Italie

Monte Trisa, Val Mercanti, Torrebelvicino, Vicence, Vénétie
- Mexique

Mine Ojuela Mine, Mapimí, Mun. de Mapimí, Durango (endlichite)
Zimapán, Mun. de Zimapán, État d'Hidalgo (topotype)
- Maroc

Mine de Mibladen, sous-région de Midelt, Province de Midelt, Meknès-Tafilalet
Taouz, province d'Errachidia, Région de Meknès-Tafilalet
Touissit, région de l'Oriental (endlichite)

## Exploitation des gisements
On exploite la vanadinite comme minerai de vanadium, notamment pour durcir l'acier.

## Galerie

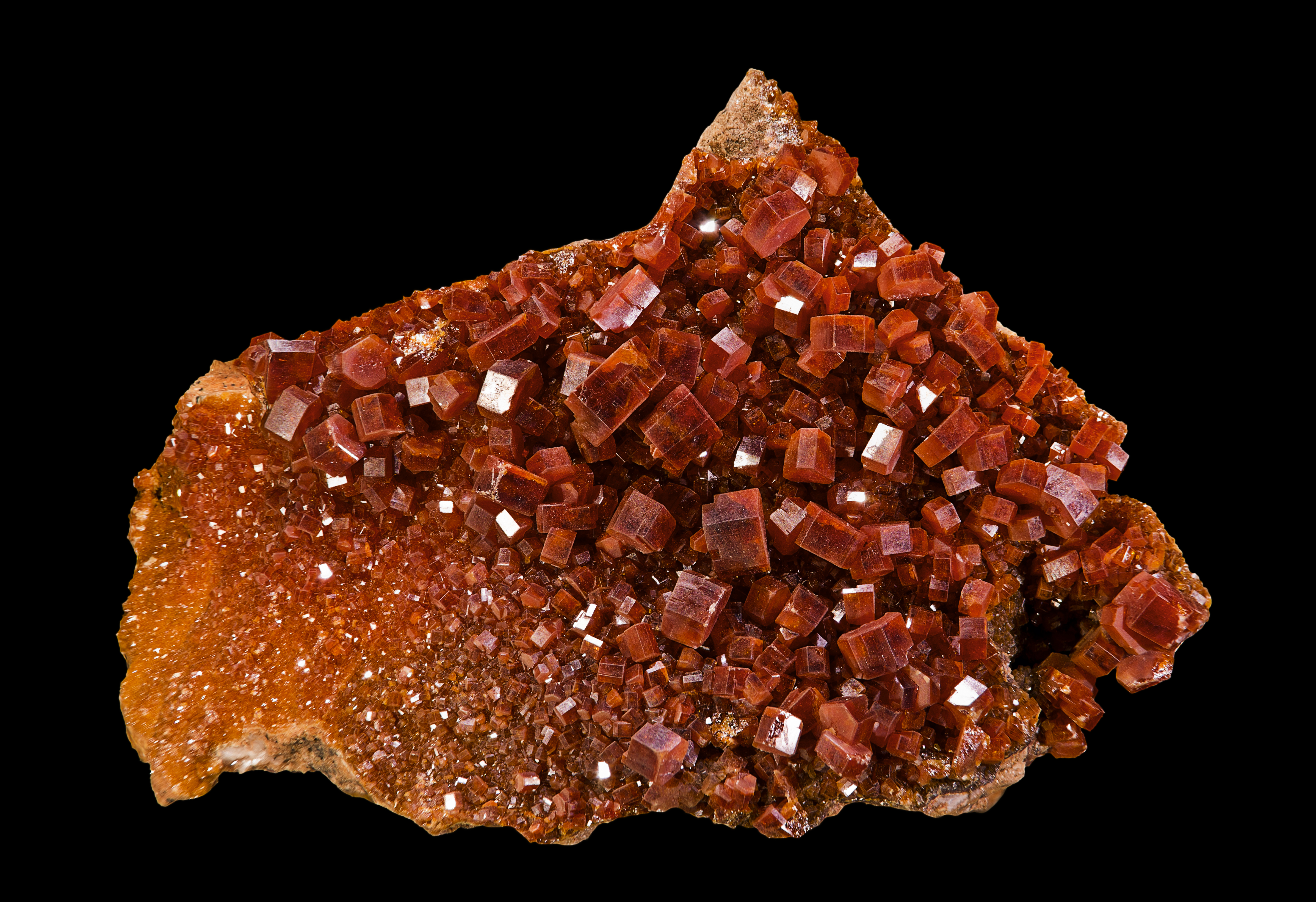
Mibladene Maroc.
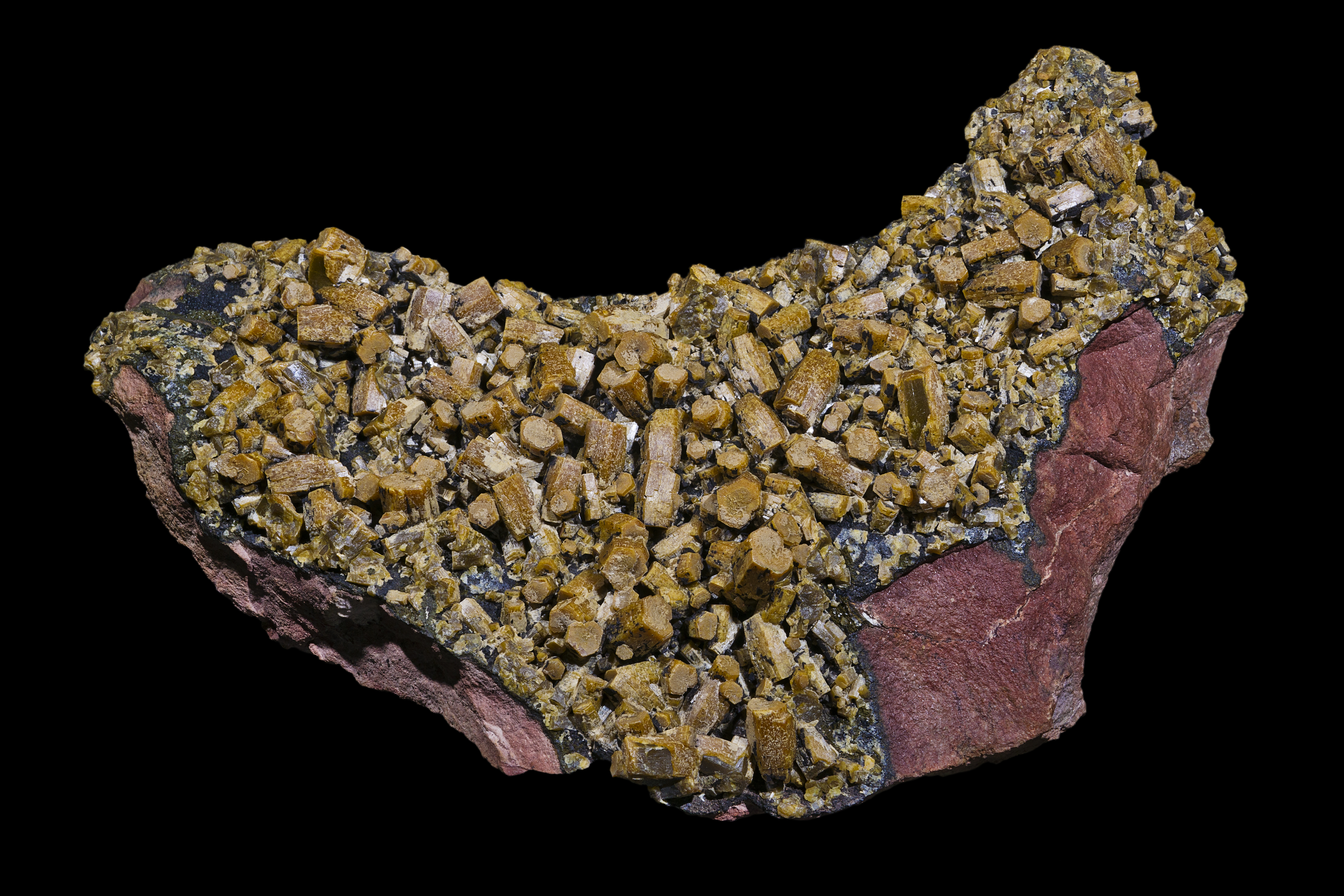
Variété Endlichite - Touissit Maroc.
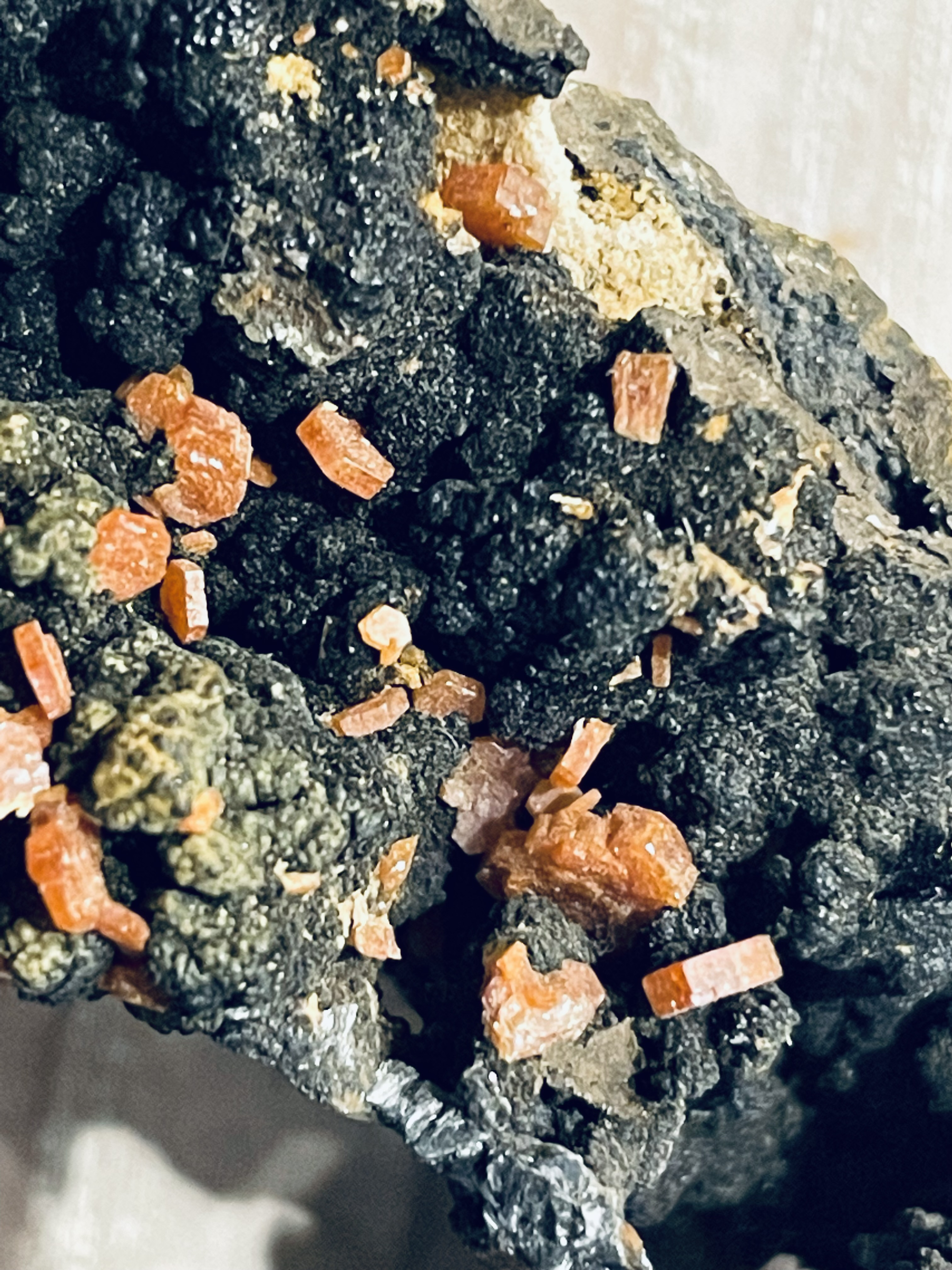